# Panteón de los Próceres
El Panteón de los Próceres es una cripta dentro de la antigua iglesia del Real Colegio de San Carlos —actual Centro Cultural de la Universidad de San Marcos— que guarda los restos de los héroes de la Independencia del Perú.

## Historia
La Iglesia originalmente perteneció al noviciado jesuita de San Antonio Abad del Cusco, pero fue trasladada después de que los jesuitas fueron expulsados de los territorios españoles. La iglesia fue reconstruida en 1746, después de un terremoto que sacudió Lima, y en 1876 se convirtió en la capilla de la Universidad Nacional Mayor de San Marcos. En 1924, los restos de varios héroes de las guerras de independencia (1821-1824) fueron trasladados a la cripta debajo del altar y la iglesia pasó a llamarse "Panteón de los Próceres".

## Murales
El Panteón cuenta con murales de José Sabogal.

## Personajes
Aquí se conservan los restos de 24 próceres de la independencia y 41 efigies.

### Restos

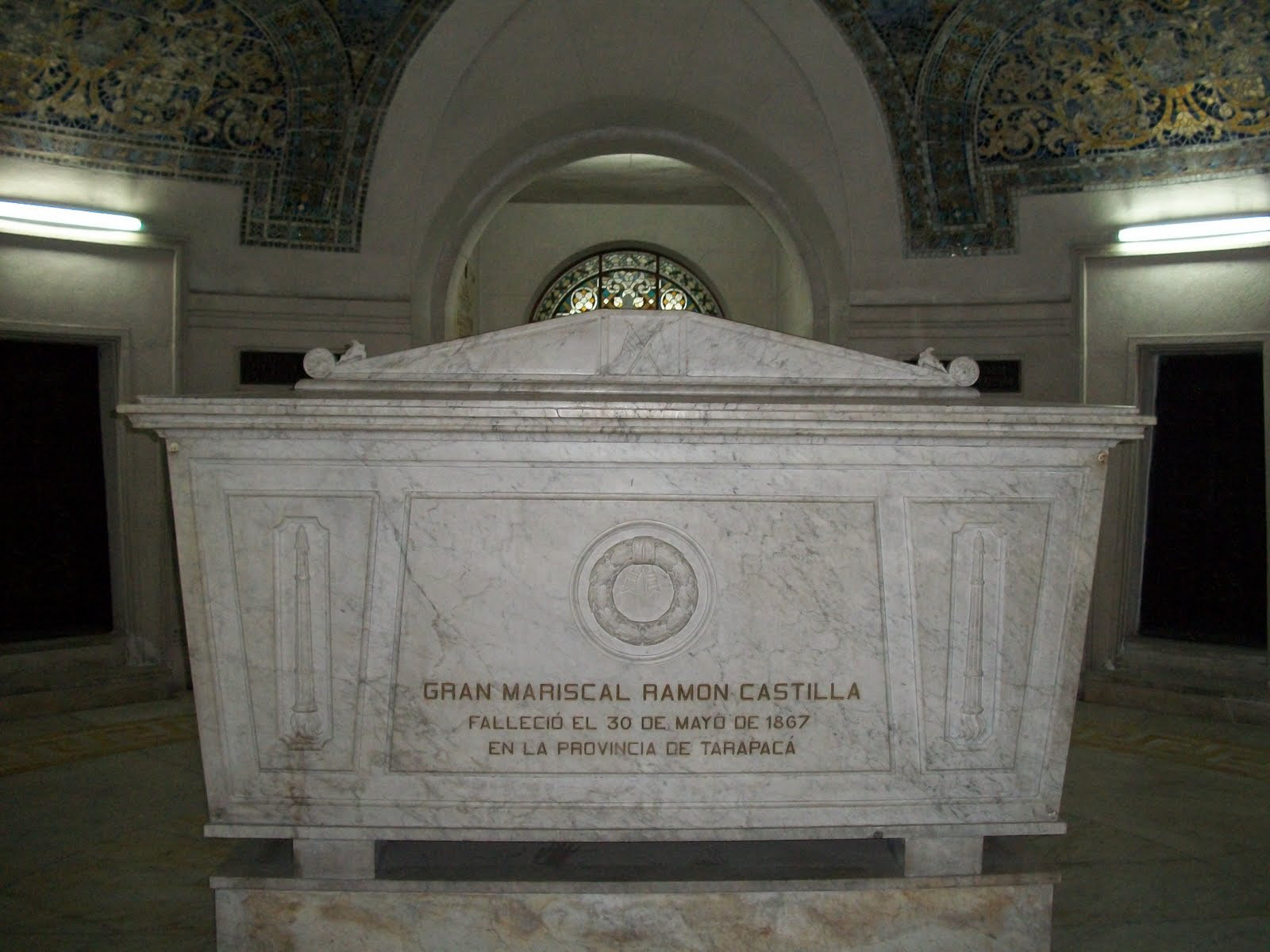
Tumba de Ramón Castilla dentro del Panteón de los Próceres.

Los restos de los próceres que descansan ahí:
- Ramón Castilla: Fue Presidente del Perú en varias oportunidades, formó parte de la caballería de la Legión Peruana, destacando en la batalla de Ayacucho (1824).
- Hipólito Unanue: Fue un médico, naturalista, meteorólogo, catedrático universitario, político, precursor peruano de la independencia, reformador de la medicina y fundador de la escuela de medicina de San Fernando. Fue el primer ministro de Hacienda del Perú, así como uno de los primeros miembros del primer congreso constituyente.
- Pascual Saco Oliveros: Fue un militar y político peruano, el 28 de julio de 1821, entró a Lima, como capitán de la 2.ª campaña de intermedios (1823) y en su condición de tercer jefe del Regimiento de Húsares de Junín, asistió a la batalla del Portete de Tarqui en 1829.
- José Andrés Rázuri: Fue un militar y agricultor peruano, se alistó a la causa libertadora de San Martín en Huaura en 1820, siendo incorporado al Regimiento de Granaderos de los Andes. Participó en la consolidación de la independencia en el norte del país, estuvo presente en la ocupación de Lima en 1821 e intervino en la batalla de Pichincha en 1822.
- José Bernardo Alcedo: Fue un músico peruano, destacado por crear la composición musical del Himno Nacional del Perú.
- José de la Torre Ugarte: Fue un jurista y un músico peruano, fue autor de la letra del Himno Nacional, cuya música compuso José Bernardo Alcedo. También escribió la letra de la canción patriótica «La chicha», con música de Alcedo.
- Mariano Necochea: Fue un militar argentino que participó en la guerra de independencia de su país, de Chile y de Perú. Fue Gobernador de Lima y Director de la Casa de la Moneda durante las guerras de la independencia.
- Martin George Guisse: Fue un oficial de la Marina Real Británica, en la cual sirvió durante las guerras napoleónicas, que se trasladó a América del Sur para ofrecer sus servicios a la causa independentista contra España y que años más tarde asumió el cargo de comandante general de la Marina de Guerra del Perú de la cual fue también fundador.
- Guillermo Miller: Fue un militar británico que contribuyó de manera sobresaliente en la guerra de independencia de Chile y Perú.  Fue nombrado gobernador de la Villa Imperial de Potosí tras la capitulación de Ayacucho.
- José Faustino Sánchez Carrión: Conocido como «El Solitario de Sayán», tuvo una decisiva actuación en el establecimiento del sistema de gobierno republicano en el Perú. En 1822 fue representante del primer Congreso Constituyente del Perú. Fue uno de los redactores de la primera Constitución Política del Perú, de corte liberal. Fue Ministro General del libertador Simón Bolívar, a quien acompañó a lo largo de su campaña victoriosa en suelo peruano, gestionando los recursos necesarios para el Ejército Unido Libertador, que venció en Junín y Ayacucho. Luego fue ministro de Gobierno y Relaciones Exteriores, de 1824 a 1825.
- Francisco Vidal: Fue un militar y político peruano, que ocupó la presidencia en dos breves períodos: en 1835-36, y en 1842-43. Fue conocido bajo el seudónimo de "Primer Soldado del Perú", debido a que se sumó desde muy joven a la causa patriótica durante la Guerra de la Independencia.
- Domingo Nieto: Fue un militar y político peruano. Participó a lo largo de toda la campaña de la Independencia del Perú, de 1821 a 1825. Luego actuó en las revoluciones y guerras civiles de su país, aunque siempre respaldando a la autoridad legítima y a la Constitución, por lo que recibió en vida el pseudónimo de "El Quijote de la Ley". Encabeza la Junta de Gobierno del Perú en 1843 hasta su fallecimiento.
- Juana de Dios Manrique: Fue una aristócrata limeña y patriota peruana. Junto a su esposo, José Cayetano Luna Zegarra, formó una red de espionaje para las fuerzas patriotas en la que se incluyó al pescador, espía y mártir chorrillano José Olaya. Fue denominada "Patrona de Lima" por el Libertador Simón Bolívar.
- Narciso de la Colina: Fue un hacendado, empresario, político y precursor peruano de la independencia, coordinaba la comunicación con los patriotas de Lima cuando esta fue ocupada por las tropas españolas en 1823 en coordinación con el libertador Antonio José de Sucre.
- José María Corbacho y Abril, Fue Ministro de Relaciones Exteriores del Presidente Luis José de Orbegoso; además participó activamente en la Rebelión del Cuzco de 1814 junto a Mateo Pumacahua y Mariano Melgar. Fue uno de los socios fundadores de la Academia Lauretana, de la que fue catedrático y presidente; asimismo fue profesor y primer rector del Colegio Nacional de la Independencia Americana de Arequipa.
- Francisco Javier Mariátegui y Tellería: Fue un Prócer de la Independencia del Perú. Miembro destacado de la generación fundadora de la República peruana. Integró el primer Congreso Constituyente de 1822.  Fue también ministro de Gobierno y Relaciones Exteriores (1827-28); ministro plenipotenciario en Ecuador (1832-33) y en Bolivia (1842); y presidente del Consejo de Ministros (1865). Así como Presidente de la Corte Superior de Trujillo y ocupó en cuatro ocasiones la Presidencia de la Corte Suprema del Perú.
- Juan Manuel Iturregui Aguilarte: Fue un prócer peruano, participante del primer pronunciamiento de la Independencia del Perú, Apoyo al General José de San Martín, haciéndole entrega además su patrimonio en dinero y en diversos artículos para la causa libertadora. Igualmente, participa en las batallas de Junín y Ayacucho, así como en la liberación de la Fortaleza del Real Felipe y la rendición del General Rodil.
- Toribio Rodríguez de Mendoza: Fue rector del Real Convictorio de San Carlos, donde realizó grandes reformas, favoreciendo el estudio de las matemáticas, física y astronomía y propugnando la creación de nuevas asignaturas referentes a la historia y geografía del Perú. Asumió la presidencia de la Junta Eclesiástica de Purificación y fue asociado a la Orden del Sol y a la Sociedad Patriótica en 1822. Además que fue elegido diputado del primer congreso constituyente de 1822.

### Efigies
Entre las efigies destacan:
- José de San Martín
- Simón Bolívar
- Juan Santos Atahualpa
- Jacinto Lara
- Túpac Amaru II
- Micaela Bastidas
- Guillermo Miller

### Placas conmemorativas
- José Lucas Servigon